# Curzio Malaparte
Curzio Malaparte (all'anagrafe Curt Erich Suckert; Prato, 9 giugno 1898 – Roma, 19 luglio 1957) è stato uno scrittore, giornalista, militare, poeta e saggista italiano, nonché diplomatico, agente segreto, sceneggiatore, inviato speciale e regista cinematografico, una delle figure centrali dell'espressionismo letterario in Italia e del neorealismo.

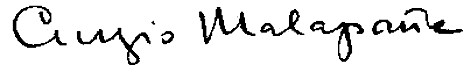
Firma

È particolarmente noto, anche fuori dall'Italia, per i suoi romanzi Kaputt e La pelle, opere a sfondo autobiografico basate sulla sua esperienza di giornalista e ufficiale durante la prima e la seconda guerra mondiale, e per il saggio Maledetti toscani.
Scrittore dallo stile realistico e «immaginifico», fu definito come «cinico e compassionevole» al tempo stesso e talvolta avvicinato alle tematiche e allo stile espressionista crudo di Louis-Ferdinand Céline con cui ebbe un'amicizia epistolare.
Come intellettuale fu dapprima un sostenitore del fascismo, poi una voce critica e un oppositore dello stesso. Caratteristica della sua letteratura è la mescolanza di fatti reali - lo scrittore è stato infatti avvicinato alla corrente del neorealismo -, spesso autobiografici, ad altri immaginari, talvolta esagerati in maniera voluta e consapevole, fino al farsesco, specialmente quando deve denunciare le atrocità della seconda guerra mondiale.
Interventista e volontario nella Grande Guerra, ammiratore di Mussolini e "fascista della prima ora", partecipò alla marcia su Roma e fu attivo nelle posizioni di fascismo di sinistra intransigente, sostenendo la cosiddetta rivoluzione fascista; allontanatosi gradualmente dal regime (fu anche mandato al confino, da cui uscì grazie all'amicizia con Galeazzo Ciano, genero del Duce), dopo l'8 settembre 1943 si arruolò nell'Esercito Cobelligerante Italiano del Regno d'Italia e collaborò con gli Alleati (cui pure non risparmiò pesanti critiche) nel Counter Intelligence Corps nella lotta contro i nazisti e i fascisti della RSI. Prima anticomunista, nel secondo dopoguerra si avvicinò al Partito Comunista Italiano, grazie all'interessamento di Palmiro Togliatti che lo assunse come cronista, sebbene molti dubitassero della effettiva sua adesione, o avvicinamento, al PCI (e contemporaneamente al Partito Repubblicano Italiano, a cui già aderiva da giovanissimo, al quale si iscrisse poco prima di morire). Morì dopo essersi convertito in punto di morte alla Chiesa cattolica, assistito dai sacerdoti padre Cappello e padre Rotondi, secondo le testimonianze di questi.
Lo pseudonimo, che usò dal 1925, fu da lui ideato come umoristica paronomasia basata sul cognome "Bonaparte". Famoso per il suo camaleontismo, si soprannominò e venne soprannominato l'"Arcitaliano", per avere racchiuso nella sua complessa e contraddittoria personalità molti difetti e pregi degli italiani.

## Biografia
(da Maledetti toscani)
Curt Erich Suckert nacque a Prato da madre italiana (la milanese Edda Perelli) e padre tedesco, il tintore sassone Erwin Suckert. Terzogenito di sette fratelli, poco dopo la nascita fu affidato a balia alla famiglia dell'operaio Milziade Baldi e a sua moglie Eugenia, dove rimase alcuni anni. Ebbe sempre un rapporto problematico con il padre.

Frequentò il liceo classico Cicognini di Prato, lo stesso frequentato da Gabriele D'Annunzio, con la cui opera letteraria e politica avrà un rapporto di odio-amore. Il giovane Suckert aveva criticato lo stile e la retorica dannunziana, e il vecchio "Vate" gli spedì una sola lettera, che fu il loro unico contatto diretto (in occasione della pubblicazione di Avventure di un capitano di sventura nel 1928), che recita bonariamente: 
(Lettera di D'Annunzio a Malaparte)
La sua prima militanza politica fu, giovanissimo, come simpatizzante anarchico e poi come attivista del Partito Repubblicano Italiano. Nella sua vita fece anche parte della massoneria, essendo stato iniziato nell'Ordine massonico misto e internazionale Le Droit Humain. Non sappiamo se ne uscì di sua volontà o se fu espulso per qualche ragione, è certo però che successivamente Malaparte fece richiesta al Gran Maestro Nazionale Valentino Di Fabio di essere reintegrato, il quale, saputo da Malaparte stesso che la ragione era di doversi far passare come massone attivo perché gli era utile a una missione di spionaggio a favore del fascismo, gliela negò. Il 28 maggio 1924 fu dunque ammesso nella loggia "Nazionale", appartenente alla Gran Loggia d'Italia, direttamente all'obbedienza del gran maestro Raoul Palermi. Ricevette da subito i gradi dal 4º al 30º del Rito scozzese antico ed accettato, e non vi uscì nemmeno quando fu messa fuori legge dal fascismo.

### Volontario nella prima guerra mondiale
Con lo scoppio della prima guerra mondiale (1914), decise, sedicenne, di partire volontario per il fronte, assieme al fratello Alessandro. Siccome l'Italia era neutrale, si arruolò nella Legione Garibaldina, inquadrata poi nella Legione straniera francese. Nel 1915 anche l'Italia entrò in guerra e Curt Suckert poté arruolarsi come fante, successivamente sottotenente, del Regio Esercito; combatté sul Col di Lana e in Francia con la Brigata di fanteria "Cacciatori delle Alpi" (in tempo di pace in parte di stanza a Spoleto), dove venne decorato con una medaglia di bronzo al valore militare. In Francia (Bligny, 1918) fu protagonista di una tragica vicenda che ne avrebbe segnato il carattere per tutta la vita: un suo commilitone, il sottotenente Nazareno Iacoboni (Rieti, Medaglia d'Argento al V.M.), fu colpito da una granata tedesca, rimanendo dilaniato dall'esplosione. Il sottotenente Iacoboni ebbe la disgrazia di non morire sul colpo. Dopo una giornata di indicibili e strazianti dolori, Curzio Malaparte, fraterno amico del suo commilitone, dietro pressanti richieste dello stesso Iacoboni e vista l'irreparabilità delle sue ferite, lo finì con una fucilata. Il tragico episodio fu successivamente raccontato dallo scrittore in "Mamma Marcia", in particolare in un immaginario colloquio con la madre morente. Tornato in Francia dopo la disfatta di Caporetto, nel 1918 il suo reparto subì un attacco chimico da parte dell'esercito imperiale tedesco, e i suoi polmoni furono gravemente lesionati dall'iprite. L'ospedale dove era ricoverato fu comunque bombardato, e il giovane Suckert si salvò lanciandosi da una finestra.

#### Letteratura di guerra
Subito dopo la guerra tentò di pubblicare il suo primo libro, con il nome Curzio Erich Suckert, Viva Caporetto!, un saggio-romanzo sulla guerra, che vedeva nella Roma corrotta il principale nemico da combattere. Terminata la stesura dell'opera, nel 1919 cominciò l'attività giornalistica. La sua opera prima, dopo essere stata respinta da molti editori (tra i quali anche l'amico Giuseppe Prezzolini), venne dapprima pubblicata a spese dell'autore a Prato nel 1921 e subito sequestrata per "vilipendio delle forze armate", a causa del provocatorio titolo che inneggiava alla disfatta di Caporetto, e ripubblicata poi con il nuovo titolo La rivolta dei santi maledetti lo stesso anno.
Nella rotta di Caporetto, il futuro Malaparte non vede la vigliaccheria dei soldati, ma l'incompetenza degli ufficiali superiori e la ribellione della truppa a una guerra mal condotta, che fino a quel momento era costata la vita di oltre 450 000 italiani. Caporetto è quindi, secondo Malaparte, da considerare come l'inizio di una rivoluzione italiana, simile a quella russa, che però si spense immediatamente a causa della mancanza di capi che la sapessero dirigere. Nel libro, Malaparte sostenne che la vecchia classe dirigente andasse rimpiazzata dalle giovani generazioni della borghesia, «quei buoni ufficiali delle trincee e dei reticolati, i francescani, i "pastori del popolo"», che dopo la guerra aderiranno in gran parte al fascismo, come d'altra parte farà lo stesso Malaparte.
Egli celebrò le figure degli interventisti di sinistra come gli iniziatori della nuova era:
(Curzio Malaparte)

### L'adesione al fascismo
(Malaparte descrive il duce)
Già fin dal 1920 Malaparte aveva aderito al neonato movimento fascista di Benito Mussolini, entrando nei Fasci di Combattimento e si ritiene che nell'ottobre 1922 abbia partecipato alla Marcia su Roma. Vi sono opinioni discordanti circa l'effettiva partecipazione alla Marcia da parte di Malaparte: secondo Luigi Martellini "nel '22 Malaparte partecipava alla marcia su Roma con le squadre fiorentine come luogotenente del console Tamburini"; secondo Maurizio Serra invece non si ebbe da parte sua alcun coinvolgimento in quell'evento: "non partecipa alla marcia su Roma, cosa che gli verrà rimproverata dai puri e duri del partito, inducendolo a sostenere il contrario, salvo ristabilire la verità nei memoriali difensivi del 1945-46". Nel 1923 avvenne il celebre duello contro Ottavio Pastore. L'anno successivo divenne direttore editoriale di diverse case editrici, tra cui quella de La Voce di Prezzolini. Si inserì nella vita mondana, praticando sport (malgrado una salute non sempre buona), come scherma e ciclismo, e duelli.
All'indomani del delitto Matteotti, Malaparte fu uno dei più accaniti sostenitori dello "squadrismo intransigente" irregimentato, tanto da intervenire come teste a discarico al processo di Chieti, con una testimonianza giudicata parte di depistaggio, in favore del gruppo responsabile del rapimento, guidato da Amerigo Dumini; il gruppo fu condannato per omicidio preterintenzionale in quell'occasione. Allo scrittore, nell'autunno 1924, fu affidato il compito di dire agli investigatori che il sequestro Matteotti sarebbe stato compiuto per interrogare il deputato socialista sull'omicidio di Nicola Bonservizi, responsabile dei fasci italiani in Francia ucciso dall'anarchico Ernesto Bonomini, di cui si sospettava in ambiente fascista fosse il mandante. Malaparte si presentò alla polizia, in qualità di ispettore incaricato del Partito, il 24 settembre 1924 sostenendo questa versione.
Fondando a Roma nel 1924, e poi dirigendo, il quindicinale La conquista dello Stato, egli rappresentò la corrente "rivoluzionaria" del regime, al pari del Selvaggio di Mino Maccari e dei futuristi di Marinetti. Malaparte fu tra coloro che sostennero Mussolini quando, col discorso del 3 gennaio 1925, annunciò la sospensione delle libertà democratiche e la promulgazioni delle "leggi fascistissime". Sempre nel 1925 fu tra i firmatari del Manifesto degli intellettuali fascisti di Giovanni Gentile e si iscrisse al Partito Nazionale Fascista.
Teorizzando poi con Leo Longanesi e Mino Maccari il movimento "Strapaese" (ma contemporaneamente, con Massimo Bontempelli, anche il suo opposto, cioè il movimento "Stracittà"), Malaparte fu uno degli "ideologi" del fascismo popolare, come Gentile lo era stato a livello filosofico, in particolare del cosiddetto "fascismo di sinistra", con velleità rivoluzionarie e a cui aderirono molti futuri nomi dell'antifascismo, come Elio Vittorini.
Egli riassunse in sé gli elementi tradizionali e contadino-agrari - per l'appunto Strapaese, ovvero il fascismo più populista e atteggiamento antistraniero, che si oppose anche alle demolizioni e agli sventramenti degli antichi borghi e quartieri medievali nei centri urbani come deciso ad esempio dal duce a Roma, criticando con le sue vignette satiriche le direttive ufficiali del fascismo insieme alla sua svolta dittatoriale - e quelli legati alla modernità e all'industrializzazione (Stracittà, che voleva sprovincializzare la cultura italiana e sosteneva il rapporto tra fascismo e mondo moderno), opposti elementi che peraltro presenti nella stessa contraddittoria personalità mussoliniana. Per Malaparte il fascismo fu sia "controriforma" sia rivoluzione, e i fascisti furono "giacobini in camicia nera", come lì definirà in Tecnica del colpo di Stato.
(da L'Impero, 18 aprile 1923)

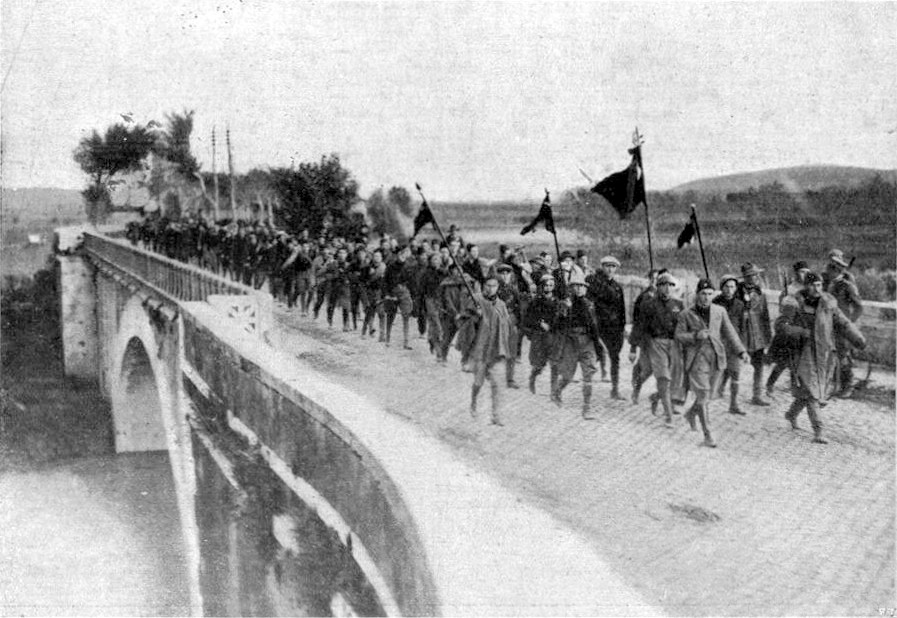
Squadre fasciste vicino a Roma durante la marcia del 1922, a cui sembra che Malaparte abbia partecipato di persona come camicia nera dello squadrismo (la partecipazione è controversa)

Piero Gobetti, pur da avversario, ne riconobbe il talento, e gli scrisse la prefazione al saggio che volle pubblicargli, Italia barbara ("Edizioni Gobetti", Torino 1925); Gobetti lo definì "la miglior penna del regime". L'autore firmò il saggio come Curzio Malaparte Suckert: prendendo difatti spunto da un libretto ottocentesco (I Malaparte e i Bonaparte nel primo centenario di un Malaparte-Bonaparte) e italianizzando il suo nome di battesimo tedesco, decise, nel dicembre 1925, di firmarsi solamente Curzio Malaparte, che da allora divenne il suo nome d'arte.
Nel 1929 compì un viaggio in Unione Sovietica, dove conobbe Stalin, Maksim Gor'kij e Majakovskij.

### Gli anni del regime fascista

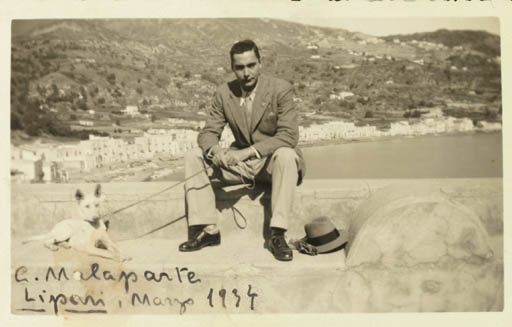
Malaparte a Lipari nel 1934, a sinistra si vede uno dei suoi cani, il levriero Febo

Dal fascismo cominciò, in modo sornione, a prendere le distanze, anche perché il regime, instaurata la dittatura dopo il 3 gennaio 1925, cominciava a deludere le speranze di rivoluzione sociale che lo avevano originariamente attratto, nonostante avesse detto a Gobetti di essere "un fascista nato".
Dal 1928 al 1933 fu co-direttore della "Fiera Letteraria" e nel 1929 fu nominato direttore del quotidiano "La Stampa" di Torino, chiamandovi Mino Maccari quale redattore capo. Nel 1931 Malaparte pubblicò a Parigi, in lingua francese, il libro Tecnica del colpo di Stato (Technique du coup d'etat, in Italia tradotto solo nel 1948), riconosciuto come un profondo attacco nei confronti di Hitler (al governo nel 1933) e Mussolini, facendo riferimento al putsch di Monaco e velatamente alla marcia su Roma.
Tecnica del colpo di Stato, un'opera dall'interpretazione machiavellicamente ambigua, venne generalmente considerato come un invito alla conquista violenta del potere attraverso il rovesciamento dello Stato, nonostante Malaparte sostenesse, al contrario, che il suo intento fosse compiere un'analisi tecnica ai fini della difesa dello Stato stesso. Essendo in epoca fascista, venne letto come un'opera sovversiva, che svelava quello che Mussolini aveva fatto dal 1922 al 1925 e che incitava implicitamente a rovesciare a sua volta lo stesso governo fascista. Mussolini in realtà apprezzò la forma del libro, ma lo proibì per non irritare la Germania. Malaparte non approva il razzismo scientifico nazista contro gli ebrei, e nutre diffidenza per il nazionalsocialismo.
(Technique du coup d'etat)
A causa dell'irriverenza del libro e del carattere individualista dei suoi scritti, nonché perché sospettato di simpatia per la "fronda" vicina a Giuseppe Bottai e altri fascisti di sinistra (allora riuniti in Critica fascista), venne allontanato definitivamente, a fine gennaio 1931, dal quotidiano La Stampa.

### Al confino
Il 17 ottobre 1933 Malaparte fu arrestato e imprigionato nel carcere di Regina Coeli per ordine di Mussolini ed espulso del Partito Nazionale Fascista. La storia è nota: pur avendo pubblicato nel 1931 un'agiografia di Italo Balbo, Malaparte aveva cercato di danneggiarlo, scrivendo, in diverse lettere ad amici e giornalisti, che Balbo stesse tramando contro Mussolini. Saputo ciò, Balbo andò da Mussolini e ne ottenne dal dittatore l'arresto. Dopo un mese di reclusione, Malaparte fu condannato a 5 anni di confino all'isola di Lipari; ma già nell'estate 1934 ottenne il trasferimento con soggiorno obbligato, ma a piede libero, in condizioni privilegiate, prima a Ischia e poi a Forte dei Marmi, grazie all'intervento di Galeazzo Ciano. In questo periodo, continuò pure a pubblicare una serie di elzeviri sul Corriere della Sera sotto lo pseudonimo di «Candido». La sua vita al confino finì in anticipo, dopo due anni e mezzo. In seguito, Malaparte sostenne di aver passato invece 5 anni d'inferno, atteggiandosi a vittima del fascismo.

### L'amicizia con Ciano
Passò il periodo di confino con la compagna, chiamata nei suoi libri "Flaminia", una nobildonna piemontese sposata. 
Solo grazie all'intervento di Galeazzo Ciano, suo amico e ministro degli Esteri, Malaparte poté ritornare in libertà molto prima della fine della pena, lavorando come inviato del Corriere della Sera, pur sorvegliato dall'OVRA.

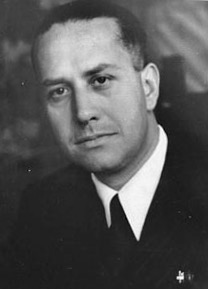
Galeazzo Ciano, amico di Malaparte, genero di Mussolini e Ministro degli Esteri, e che finirà fucilato al processo di Verona del 1944, per il "tradimento" del Gran Consiglio

Nel 1936 fece costruire a Capri, su progetto dell'architetto Adalberto Libera, la suggestiva "Villa Malaparte"; questa residenza, una vera e propria maison d'artiste, arroccata su una scogliera a strapiombo sul mare, divenne spesso ritrovo di artisti e intellettuali, uno dei più esclusivi salotti mondani del periodo. Frattanto fondò e diresse la rivista Prospettive (I Serie: 1937-1939; II Serie: 1939-1943).
Dal 1935, per via della relazione amorosa con la vedova di Edoardo Agnelli, Virginia Bourbon del Monte (che morirà in un incidente stradale nel 1945), già iniziata forse prima del confino e della vedovanza della donna, si scontrò più volte col capostipite della famiglia Agnelli, il senatore Giovanni Agnelli (fondatore della FIAT), che, minacciando la nuora di toglierle per sempre la potestà sui numerosi figli, riuscì a impedire un possibile matrimonio con lo scrittore, organizzato per il 1936; Agnelli nutriva avversione nei suoi confronti soprattutto a causa della rottura di Malaparte con alcuni gerarchi del regime, che invece il senatore sosteneva tuttora senza riserve per timore di ricadute sull'azienda di famiglia, sospettando anche che lo scrittore potesse entrare a far parte dell'amministrazione. Tra i figli di Virginia, Susanna Agnelli ricordò sempre Malaparte con affetto, mentre pare fosse detestato dal giovane Gianni. Una leggenda, quasi sicuramente non corrispondente al vero, diffusa a Torino, vuole invece Umberto Agnelli come figlio naturale di Malaparte.

Del 1937 è l'originale Sangue: 
In disaccordo, pur non aperto (come Ciano, Gentile e Grandi ma non Bottai), con le leggi razziali fasciste del 1938, dopo la fondazione di Prospettive, assume nella redazione anche Alberto Moravia (che in seguito gli sarà comunque ostile e lo definirà un "voltagabbana fascista") e Umberto Saba, entrambi di origini ebraiche (1939).
Viaggia in Africa per un reportage alcuni mesi nel 1939, visitando la colonia dell'Africa Orientale Italiana, specialmente l'Etiopia, conquistata nella recente guerra. Gli articoli diverranno il Viaggio in Etiopia e altri scritti africani, riuniti in volume unico di memorialistica pura e letteratura di viaggio (lui che spesso inventava corrispondenze) solo nel 2019.

### La seconda guerra mondiale

#### Dal 1940 all'8 settembre
Con l'ingresso dell'Italia nella seconda guerra mondiale, Malaparte fu mobilitato col grado di capitano e assegnato al 5º Reggimento alpini. Inviato sul fronte greco nel settembre 1940, nel 1941 iniziò a lavorare come corrispondente per il Corriere della Sera. Alla fine di marzo 1941 si recò in Jugoslavia, dove fu l'unico corrispondente di guerra straniero al seguito delle truppe tedesche, in qualità di inviato con passaporto diplomatico (probabilmente per le sue origini tedesche paterne e la conoscenza della lingua). Dopo la vittoria dell'Asse, si trasferì in Croazia, dove assistette «alla creazione e all'organizzazione del nuovo Stato di Croazia». Ai primi di giugno ricevette l'ordine di raggiungere la frontiera romeno-sovietica nell'eventualità di un conflitto con l'URSS. Dall'inizio della campagna seguì l'avanzata in Bessarabia e in Ucraina con una divisione dell'11ª Armata tedesca. Alla fine dell'anno poté tornare in Italia per trascorrere le festività in famiglia. Per aver descritto realisticamente la campagna in URSS, venne rimandato brevemente al confino a Lipari, ma poi subito rilasciato. Ripartì da Roma il 7 gennaio 1942 per il fronte orientale.
Malaparte, nei suoi precedenti scritti, aveva già assunto un atteggiamento critico verso il regime nazista e aveva lodato l'efficienza dell'esercito sovietico, documentando le condizioni del ghetto di Varsavia. Per questo le autorità tedesche non lo fecero più avvicinare al teatro delle operazioni. Già in febbraio Malaparte lasciò il fronte orientale. Trascorse oltre un anno in Finlandia. Il 25 luglio 1943 lo raggiunse la notizia della caduta di Mussolini. Tornato in patria, si stabilì nella sua villa a Capri.
L'Italia combatteva ancora a fianco dei tedeschi e Malaparte, per aver auspicato la rivolta contro di essi, venne brevemente arrestato a Roma. Non si sapeva molto della vita di Curzio Malaparte negli anni tra il 1940 e l'8 settembre 1943. Alcuni documenti inediti, provenienti dagli archivi statunitensi, hanno fatto luce sui rapporti tra lo scrittore e le forze americane stanziate in Italia.
Le esperienze vissute durante il conflitto fornirono il materiale per il primo romanzo, Kaputt, scritto a Capri e pubblicato nel 1944 presso l'editore-libraio Casella di Napoli, probabilmente la sua opera più nota all'estero. Questo romanzo, pur accusato spesso di autocompiacimento, rappresenta un vivido e surreale resoconto degli ambienti militari e diplomatici italiani e nazisti, nonché un forte atto di accusa verso le atrocità della guerra, tra cui le deportazioni e le stragi degli ebrei rumeni.
Malaparte racconta, in uno stile bilingue italo-tedesco, fatti realmente vissuti dallo scrittore (come la cena con Hans Frank, il governatore generale della Polonia, poi impiccato a Norimberga per crimini contro l'umanità; Malaparte lo descrive sarcasticamente come un "re dei polacchi" con una corte rinascimentale), ma romanzati: il protagonista vaga per varie zone di operazione, formalmente in qualità di capitano dell'esercito italiano, ma concretamente svolge un ruolo di corrispondente di guerra, che lo avvicina alla figura di Ernest Hemingway. Malaparte si sofferma molto anche sulla vita alla "corte" romana dell'allora ministro degli esteri Galeazzo Ciano. Sostiene anche di aver intervistato Adolf Hitler, su cui non cambia idea, rimanendo in fondo un antitedesco e antiaustriaco risorgimentale, nonostante le origini.
Stando a Dominique Fernandez, tuttavia, secondo un topos di romanzo-saggio della narrativa di realtà mescolata ad abbondante finzione, tipica dello stile malapartiano anche come cronista, «molti dettagli che riporta sono stati inventati».

#### Con gli Alleati
(Curzio Malaparte, Il Tempo illustrato)
Dopo l'8 settembre 1943, si schierò, accusato di opportunismo, con il governo Badoglio, rifiutando, come ufficiale del Regio Esercito, l'adesione alla Repubblica Sociale Italiana costituita al nord da Mussolini, sostenuto dalle truppe del Terzo Reich. Nel novembre 1943 Malaparte fu nuovamente arrestato, dal Counter Intelligence Corps (CIC), il servizio di controspionaggio dell'esercito americano nella seconda guerra mondiale, per le sue attività diplomatiche precedenti. Venne rilasciato pochi giorni dopo, perché ritenuto il tramite tra Galeazzo Ciano e il governo greco nelle trattative intercorse prima che l'Italia attaccasse il Paese nel 1940 e considerato perciò a conoscenza di notizie utili, oltre per il fatto che già avesse intrattenuto rapporti con gli Alleati in vista dell'armistizio.
Da allora decise di collaborare ufficialmente col CIC, riferendo settimanalmente al suo responsabile, il colonnello Henry Cumming, e seguendolo negli spostamenti da Sud a Nord. La collaborazione durò fino alla liberazione.
(da La pelle)
Nel 1944 Malaparte rientrò anche nell'esercito italiano del Regno del Sud, come ufficiale di collegamento del Corpo Italiano di Liberazione con il comando alleato, con il grado di capitano. L'arrivo delle forze statunitensi a Napoli e il profondo stato di prostrazione della città partenopea, liberatasi da sola dopo le quattro giornate del 1943, costituiscono il nucleo narrativo del secondo romanzo, La pelle, scritto tra il 1944 e il 1945, e pubblicato nel 1949 presso le edizioni «Aria d'Italia». Il titolo originale doveva essere La peste, ma venne cambiato per l'omonimia con il romanzo di Albert Camus, uscito nel 1947.

Napoli devastata dai bombardamenti angloamericani

L'opera, animata da grande realismo e crude descrizioni della vita quotidiana e dell'umiliazione morale e fisica in particolare del popolo napoletano, talvolta sconfinanti nel grottesco, nel macabro e nel surreale (come l'invenzione della sirena-pesce cucinata dal generale), come una discesa in un vero inferno dantesco, venne messa all'Indice dei libri proibiti dalla Chiesa cattolica nel 1950, a causa principalmente di una scena del capitolo Il vento nero (non si sa se realmente accaduta), dove Malaparte rievoca il periodo al fronte russo, e che raffigura un gruppo di ebrei crocifissi agli alberi dai nazisti in Ucraina  e ritenuta dalla Chiesa come blasfema e offensiva per la religione.
Inoltre la descrizione della dilagante prostituzione minorile, anche di bambini, nel Mezzogiorno (presente un po' in tutto il libro) e forse anche il paragone tra la sofferenza dei cani vivisezionati e la crocifissione di Gesù (sempre presente nel capitolo più cupo del romanzo, Il vento nero, in paragone con la fine degli ebrei ucraini) sembrarono eccessivi al Sant'Uffizio (anche nel capitolo Il processo parla di un Mussolini "crocifisso" in incubo). Riguardo ad alcuni episodi, come quello degli ebrei ucraini:
(Raffaele La Capria)
Prima dell'incipit de La pelle, Malaparte appose la seguente dedica ai propri commilitoni americani, in cui si legge una condanna implicita di tutte le guerre, definite inutili:
Come epigrafe al libro, utilizzò altre due frasi: una di Eschilo: «Se rispettano i templi e gli Dei dei vinti, i vincitori si salveranno», riferimento critico al comportamento degli Alleati nei confronti della popolazione italiana e dei prigionieri tedeschi; infatti non risparmia pesanti critiche nemmeno al comportamento dei militari angloamericani e agli altri Alleati con cui pure si era ormai schierato; l'altra in francese di Paul Valéry («Quello che mi interessa non è sempre quello che m'importa»).
In seguito, da inviato del giornale comunista l'Unità (grazie alla simpatia personale reciproca con Palmiro Togliatti, pur essendo in passato Malaparte stato odiato da Gramsci e altri eminenti comunisti), sotto lo pseudonimo di Strozzi, rievocò poi le vicende dei franchi tiratori fiorentini, che sparavano dalla sponda nord dell'Arno sugli americani per impedire loro di varcare il ponte Vecchio; si trattava di un gruppo di giovani militi della RSI (anche qua lo scrittore guarda oltre le contingenze del momento, lodando il coraggio dei nemici), poi fucilati dai partigiani.
Assieme a Cumming, assiste all'esposizione del corpo di Mussolini a piazzale Loreto a Milano, e al successivo scempio fattone dalla folla, assieme a quello dei gerarchi e dell'amante Clara Petacci. Lo racconterà romanzescamente e crudamente sia ne La pelle sia nel postumo Muss. Ritratto di un dittatore, dicendo anche di aver visto il corpo del duce in obitorio.
Era una folla non di vittime innocenti, ma di complici. Non m'importava nulla che quella sudicia folla avesse le case in rovina, le famiglia disperse, e fosse affamata, poiché una simile folla se l'era meritato. Tutti erano stati suoi complici. Fino all'ultimo. Anche quelli che lo avevano combattuto erano stati suoi complici fino al momento della disgrazia. Non m'importava nulla che fosse stata la fame, la paura, l'angoscia, a mutar quella folla d'uomini in iene vili e feroci. Qualunque fosse la ragione che aveva mutato quella folla in una sudicia turba che l'aveva spinta a sporcare di sputi e di feci il suo cadavere, non m'importava nulla. Ero in piedi sulla jeep, stretto tra quella folla bestiale. Cumming mi stringeva il braccio, era pallido come un morto, e mi stringeva il braccio. Io mi misi a vomitare. Era l'unica cosa che potessi fare. Mi misi a vomitare nella jeep, e Cumming mi stringeva il braccio, era pallido come un morto e mi stringeva il braccio. «Povero Muss» dissi a voce bassa, appoggiandomi con le due mani alla fredda tavola di marmo.»
(da Muss. Ritratto di un dittatore)
Darà di lui tre definizioni: «Il Grande Camaleonte. La Grande Bestia d'Italia. Il Grande Imbecille», quest'ultimo rientrerà come titolo dell'appendice di Muss. Concludendo con «Ti voglio bene, perché io voglio bene agli uomini caduti, umiliati».
(da La pelle)
A Roma, in Piazza Colonna, incontrò il presunto "assassino di Mussolini", l'ex comandante partigiano comunista Walter Audisio, divenuto deputato del PCI, e lo descrisse come «dal viso cretino e vile».

### Il dopoguerra
(Curzio Malaparte)

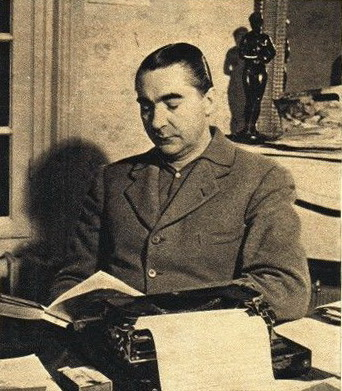
Malaparte nel 1950

Trasferitosi a Parigi nel 1947, scrisse i drammi Du côté de chez Proust e Das Kapital. Già nel 1944 a Napoli, ma soprattutto nel dopoguerra, il suo sostanziale anarchismo (e camaleontismo) spinse Malaparte ad avvicinarsi forse al Partito Comunista Italiano - che gli avrebbe negato per molti anni l'iscrizione.
Nel 1950 scrisse e diresse anche il film neorealista Il Cristo proibito, con Raf Vallone e Gino Cervi, che, pur censurato, fu presentato con scarso successo alla rassegna di Cannes, ma che vinse l'anno successivo il premio Città di Berlino al Festival di Berlino. Nel 1953 Arturo Tofanelli, direttore del settimanale «Tempo» si recò personalmente a Parigi per convincere Malaparte a tenere una rubrica sull'attualità italiana. Malaparte accettò e ritornò in Italia per seguire da vicino gli avvenimenti della nazione. "Battibecco" uscì tutte le settimane fino alla sua scomparsa Inoltre Malaparte fu collaboratore del quotidiano Il Tempo dal 1946 al 1956, con corrispondenze sia dall'Italia sia dall'estero.

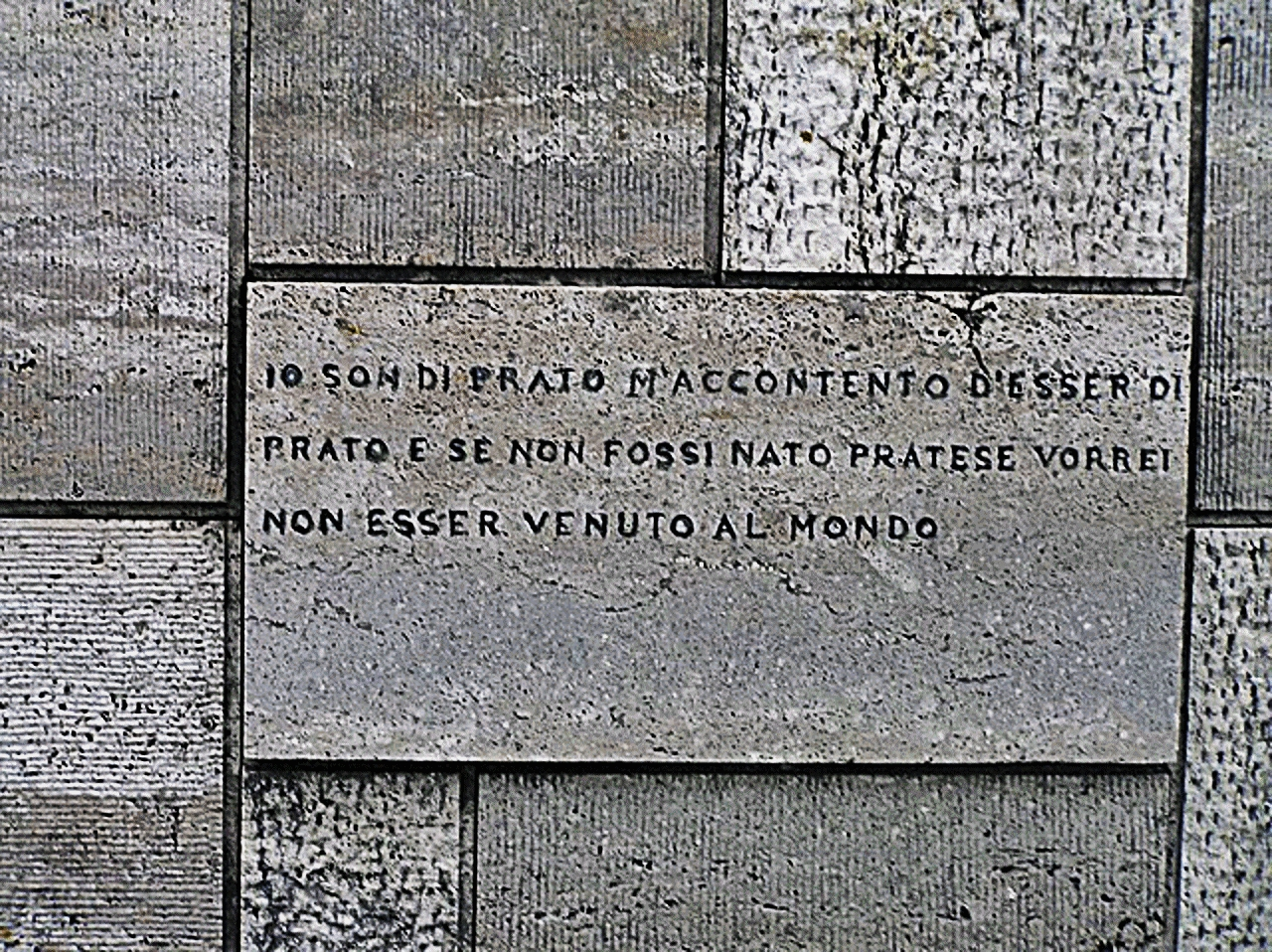
Lapide sul Mausoleo di Malaparte

Nel 1957 intraprese un viaggio in URSS e nella Cina comunista, invitato per commemorare lo scrittore Lu Xun. Non seguì gli itinerari di esplorazione del Tibet e della Cina segnati da Giuseppe Tucci su incarico di Mussolini e Gentile, ma si limitò a viaggiare per le città e le campagne, e osservare entusiasticamente i fermenti rivoluzionari, affascinato dallo spirito populista e patriottico: qui intervistò Mao Zedong, chiedendo la libertà per un gruppo di sacerdoti e di cristiani arrestati, e la ottenne. Descrisse Mao come "generoso" e giustificò, pur addolorato, l'invasione sovietica dell'Ungheria del 1956: 
 Tuttavia, si riferisce a presunte influenze cinesi su Budapest, dato che non dimostrò mai apprezzamento per Stalin o Chruščëv, ma solo per i cinesi, in quanto popolo cinese da lui considerato "fratello" e adorato caratterialmente, prima che per il maoismo di cui non vide gli errori, ma solo l'opera di ricostruzione del Paese dopo i danni della guerra, nonché subendo il fascino del ruralismo che gli ricordava Strapaese.
I suoi articoli inviati dalla Cina a Maria Antonietta Macciocchi, pur elogiativi del socialismo, non vennero però pubblicati su "Vie Nuove" per l'opposizione di Calvino, Moravia, Ada Gobetti e altri intellettuali, i quali avevano scritto a Togliatti una petizione affinché "il fascista Malaparte" non pubblicasse su una rivista comunista. L'ambiente dei comunisti "recuperatori" mai gli perdonò l'intransigenza del 1924 e il non aver mai pronunciato un'abiura pubblica sul passato. A causa del suo passato fascista le sue opere goderono di scarsa considerazione per molti anni.
Nel corso del 1957 dovette tornare in fretta e in anticipo in Italia, a causa della malattia polmonare che lo tormentava, una pleurite ormai cronicizzata al polmone sinistro; inizialmente venne curato con molta sollecitudine in Cina negli ospedali di Chongqing e Pechino, poi accompagnato con un volo personale a Roma (11 marzo). Il materiale raccolto durante questo viaggio venne utilizzato per la pubblicazione postuma di Io, in Russia e in Cina nel 1958. Dovette anche rinunciare così al programmato viaggio negli Stati Uniti.
Tornato in Patria, il ricovero alla clinica Sanatrix di Roma lo portò «in un letto che non era nemmeno più in grado di pagare, cosa che avrebbe poi fatto per lui il direttore e proprietario de "Il Tempo", Renato Angiolillo, suo vecchio amico, che per Curtino aveva organizzato parte del rientro in patria dalla Cina e relativo ricovero nella clinica romana», ricorda Umberto Cecchi.

#### Gli ultimi giorni e la presunta conversione
In quei mesi di malattia, dopo essere stato agnostico e anticlericale tutta la vita (pur subendo il fascino di figure religiose), si avvicinò al cattolicesimo, anche se ci sono dubbi (ad esempio da parte dei biografi Giordano Bruno Guerri, in parte Maurizio Serra e Luigi Martellini, che sostengono fosse di facciata o forzata, mentre a favore le testimonianze di tre religiosi, della sorella e del giornalista Aldo Borrelli riportata da Igor Man) su un'effettiva e reale conversione, definita "attribuita" e "misteriosa" da Guerri (vista anche la presenza della tessera del PCI nei suoi oggetti personali, con i comunisti ufficialmente scomunicati), se non in extremis e forse in articulo mortis. La tessera ritrovata, secondo alcuni sotto il materasso, con la lettera d'accompagnamento e ammissione firmata da Togliatti in persona fu riportata dalla sorella, e porta la data del 12 aprile 1957, mentre padre Virginio Rotondi, uno degli artefici della "conversione", affermò sempre che Malaparte in persona "stracciò la tessera" in sua presenza pochi giorni prima della morte. Questo è riportato nelle ricerche storiche del biografo Giordano Bruno Guerri, a meno che la tessera non fosse un duplicato inviato con la lettera autografa per avvicinare Malaparte e convincerlo. Il fatto riportato da padre Rotondi è che l'originale di quella tessera comunista fu "strappata da Malaparte" sul letto dove era ricoverato, come riferito ripetutamente dal gesuita a numerosi intervistatori, dicendo come altri che lo scrittore era circondato da "emissari del PCI" che lo sorvegliavano fuori dalla camera.

Malaparte prende appunti sul letto dove era ricoverato alla clinica Sanatrix

Il biografo Martellini ribadisce che «ci sembra superfluo dover ricordare che in un anno come il 1944 un conto è uno come Togliatti che "offre" la tessera del P.C.I. ad uno come Malaparte e un conto è uno come Malaparte che "chiede" la tessera del P.C.I. a uno come Togliatti». La tessera del PCI gli fu difatti intestata da Togliatti in punto di morte. Venne ritrovata dopo la dipartita dell'autore tra le sue carte, e fu spacciata come richiesta di iscrizione da parte di Malaparte al PCI, mentre fu offerta da Togliatti e probabilmente spedita per posta - anziché consegnata dal segretario in persona - alla clinica dove lo scrittore era ricoverato morente, a causa della malattia che lo colpirà.
(Luigi Martellini)
(Geno Pampaloni)
Contemporaneamente gli venne recapitata anche la tessera del Partito Repubblicano Italiano, ritrovata anch'essa nelle sue carte, quasi come un ritorno alle origini; con la riscoperta religiosa degli ultimi anni, e certi scritti postumi, potrebbe essere stato un avvicinamento di comodo, per poter continuare a lavorare come giornalista sulle riviste di area comunista.
Malaparte fu ricoverato in clinica per alcuni mesi, e gli venne diagnosticato ufficialmente un carcinoma polmonare inoperabile e inguaribile (pur avendo lui diffuso la voce che soffrisse invece di tubercolosi), teneva sulla finestra immagini di tutte le religioni (così ricordò Enrico Falqui), da cristiane a buddhiste prese in Cina, e venne visitato da Togliatti (con cui si fece fotografare), dal presidente del Consiglio Amintore Fanfani, da altri come Ferdinando Tambroni, il Presidente della Repubblica Luigi Einaudi, sacerdoti cattolici e colleghi. Sergio Zavoli ne raccolse l'ultima intervista. Secondo Arturo Tofanelli (come riporta Massimo Fini), Malaparte affermò ironicamente che forse poteva guarire perché non credeva «che Dio fosse così stupido da far morire Malaparte».

Primo piano di Malaparte fotografato nel letto della clinica, Roma, 1957

Curzio Malaparte morì di cancro il 19 luglio 1957 a Roma, a 59 anni, in presenza di padre Virginio Rotondi che lo assisteva negli ultimi istanti. Malaparte morì dopo essere stato battezzato in forma intima con un bicchiere d'acqua che lì si trovava l'8 giugno (secondo l'annotazione scritta e la testimonianza dell'infermiera suor Carmelita) nella fede cattolica romana (abiurando il protestantesimo di nascita), con il nome religioso di Alessandro Francesco Antonio (Alessandro detto Sandro era il fratello deceduto giovane anche lui di cancro, suo commilitone nella Grande Guerra), da padre Cappello; secondo il gesuita, Malaparte era lucido e cosciente («Malaparte fu lucidissimo sino all'ultimo istante. Hanno scritto che gli ho strappato la conversione profittando del suo delirio preagonico. Tutte calunnie, lo ripeto: vorrei morire io in quel modo»)
Il 7 luglio fu comunicato da padre Rotondi (secondo la testimonianza di Rotondi e dei fratelli Ezio e Maria Suckert); entrambi i religiosi, Rotondi e Cappello, erano due gesuiti: gli erano stati inviati direttamente da papa Pio XII ai primi di giugno, dopo che Malaparte e suo fratello avevano allontanato un prete poco diplomatico che gli intimava di "pentirsi ed espiare". Secondo monsignor Fiordelli, vescovo di Prato, che lo visitò e ne officiò le esequie, avvenne in modo diverso da quanto descritto dalla suora e dalla sorella: Malaparte ricevette in un solo giorno battesimo, comunione e cresima da padre Cappello, in presenza di padre Rotondi. Tuttavia non esistono atti canonici alla curia di Prato o Roma che attestino le circostanze.
(Francesco Grisi)
La malattia di cui fu vittima Malaparte è stata da alcuni considerata come una conseguenza dell'intossicazione da iprite subita nel primo conflitto mondiale, degenerata anche a causa dell'assiduo fumo di tabacco, che lo afflisse sotto forma di disturbo polmonare per tutta la vita.
Come ammiratore del popolo cinese da cui era rimasto folgorato nell'ultimo viaggio, l'"Arcitaliano" Curzio Malaparte lasciò alla Repubblica Popolare Cinese la proprietà di Villa Malaparte, ma gli eredi (fratelli in vita e nipoti) impugnarono il testamento vincendo la causa; oggi la villa è privata, ma vi è una fondazione che consegna anche un premio, istituito da essa, per giovani artisti cinesi, come lui avrebbe voluto.
(Testamento di Malaparte)

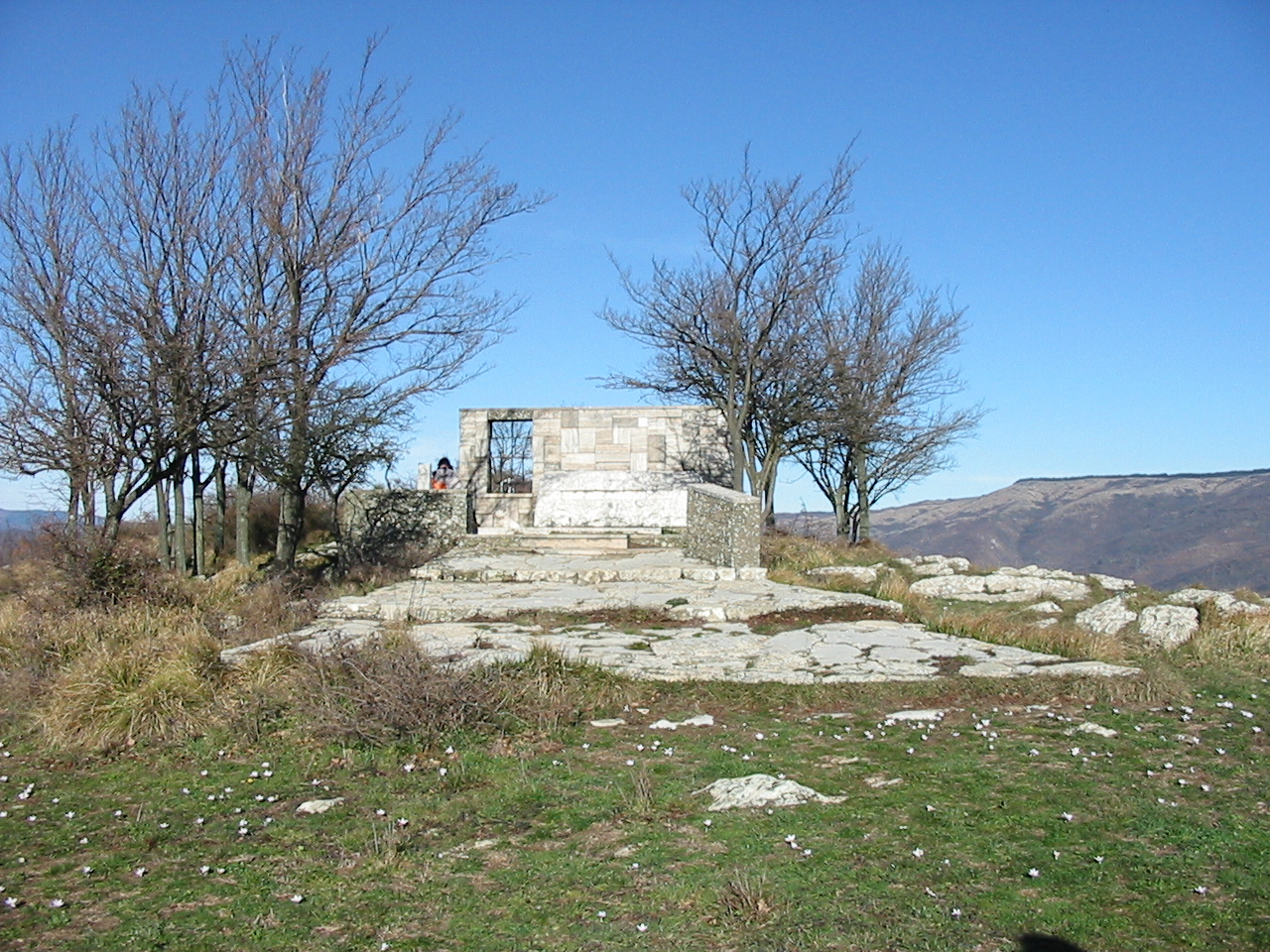
Vista del Mausoleo allo Spazzavento

Curzio Malaparte, dopo i funerali nel duomo di Prato, fu inizialmente sepolto in una cappella privata del cimitero monumentale di Prato, poi il 19 luglio 1961, a quattro anni dalla morte, tumulato solennemente in un mausoleo costruito sulla cima del Monte Le Coste (chiamato dai Pratesi "Spazzavento"), una montagna dominante Prato, secondo le sue volontà. La frase "...e vorrei avere la tomba lassù, in vetta allo Spazzavento, per sollevare il capo ogni tanto e sputare nella fredda gora del tramontano" è riportata sulla sua tomba assieme a un'altra che recita «Io son di Prato, m'accontento d'esser di Prato, e se non fossi nato pratese vorrei non esser venuto al mondo», entrambe tratte da Maledetti toscani. 
 I funerali, la traslazione e la sepoltura furono documentati dalle telecamere della Rai e diverse personalità politiche e culturali resero omaggio a Malaparte.
Ancora dalla sua penna furono pubblicati postumi Benedetti italiani (1961), raccolto e curato da Enrico Falqui, Mamma marcia (1959), impietoso affresco dell'Europa, Muss. Ritratto di un dittatore (1999), curato da Francesco Perfetti, un libro scritto tra gli anni 1933-45 sulla figura del duce, e molti altri scritti minori, spesso raccolte di articoli.

## Il personaggio pubblico e la critica
(Giordano Bruno Guerri)

Malaparte fu un personaggio discusso dal punto di vista letterario e pubblico. I suoi cambiamenti politici, specialmente l'ultimo verso il comunismo, attirarono le critiche di larga parte della cultura italiana per la disinvoltura con cui mutava l'appartenenza ideologica e politica: molti dubitarono che fosse davvero comunista, ma attribuirono tutto al suo noto comportamento istrionico e provocatorio, ai suoi atteggiamenti da dandy, strano esteta teso sempre a stupire, nonché al suo celebre egocentrismo e narcisismo egotistico di cui spesso venne accusato e che fece dire a Leo Longanesi: 
(Longanesi su Malaparte)

Non mancano aperte provocazioni, dove Malaparte immagina di impersonare il duce davanti ai soldati americani e al popolo napoletano:
(da La pelle)

### Malaparte e gli animali
Tra le sue prese di posizione, netta fu invece quella contro la vivisezione (lo scrittore era infatti un grande amante degli animali, in particolare dei cani e dei cavalli, a tratti quasi "animalista"), come si nota dalla cruda, lunga e commossa narrazione della fine del suo cane Febo, vittima di essa ne La pelle, nel brano che costituisce una dura denuncia della pratica sperimentativa in questione:
(C. Malaparte, La pelle, capitolo "Il vento nero")

Nello stesso capitolo afferma: 
Lo scrittore seppellì Febo nella villa di Capri. Malaparte possedette diversi cani di piccola e media taglia, a volte ritratti con lui, tra cui: il citato piccolo levriero Febo (adottato al confino di Lipari, da lui detto Febo II o Febo Malaparte), in realtà un incrocio di levriero, tre bassotti, un fox terrier a pelo ruvido, un barboncino chiamato anch'esso Febo (noto come Febo I) e molti altri. A volte li faceva dormire con lui, mangiare al suo tavolo o si sedeva per terra a mangiare con loro, o imitava il loro abbaiare per comunicarci.
(Giordano Bruno Guerri)
(Curzio Malaparte)

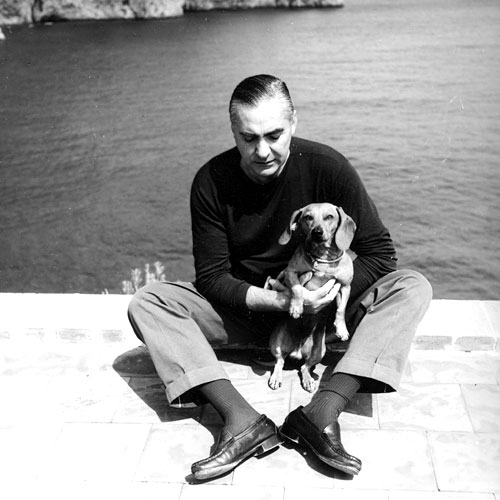
Malaparte a Capri, sulla terrazza della villa con uno dei cani bassotti (Pucci, Cecco o Zita)

La prima giovane convivente di Malaparte nel dopoguerra a Capri (per circa tre anni), l'attrice Bianca Maria Fabbri, disse che Curzio «non amava il suo prossimo, amava solo chi si occupava di lui e dei suoi cani».

### Polemiche su Napoli, il comunismo e accuse postume di omofobia
Intellettuali napoletani gli rimproverano la descrizione cruda di una Napoli prostrata e pronta a vendersi per la fame:
(Raffaele La Capria)

A proposito delle inevitabili polemiche derivanti dall'immagine che egli dava dell'Italia e di Napoli nel libro La pelle, Malaparte scrisse a un critico letterario:
(Curzio Malaparte)
Nella raccolta di scritti Mamma Marcia, uscita postuma nel 1959, Malaparte, riprendendo temi de La pelle, ritrae con toni omofobici e maschilistici la gioventù del secondo dopoguerra, descrivendola come effeminata e tendente all'omosessualità e al comunismo, stridendo con i suoi tardivi filocomunismo, iscrizione al PCI e filomaoismo (o meglio simpatia per la nuova Cina nata nel 1949).
Giudizi del medesimo tenore sono rinvenibili anche nei capitoli Le rose di carne e I figli di Adamo de La pelle, dove parla di "pederastia marxista" e descrive i "femminielli" napoletani. Nei capitoli di Mamma marcia "Lettera alla gioventù italiana" e "Sesso e libertà", parla di "epidemia di inversione sessuale", "corruzione omosessuale", "avversione istintiva", compagnia "sgradevolissima", "focolaio d'infezione", "ostentate tendenze comuniste nei giovani omosessuali", "aberrazione", e infine che "l'omosessuale è sempre da temersi, da diffidarne"; fa riferimenti a Ernst Röhm e anche alla cultura omosessuale di destra: «quando si farà la storia del "collaborazionismo" europeo, si vedrà che la maggioranza degli omosessuali ne facevano parte» (riferendosi alle figure di alcuni collaborazionisti filonazisti francesi ma che erano gay dichiarati, come Maurice Sachs, il quale era anche ebreo, o Abel Bonnard e Abel Hermant, e alle accuse di pederastia fatte ad altri collaborazionisti francesi "intellettuali", quali Henry de Montherlant e Robert Brasillach).

Malaparte regista durante le riprese de Il Cristo proibito (1950)

Riguardo al comunismo (e al contrario di quanto dichiarato a Togliatti di essere diventato comunista nel 1944) sembra confermare non ufficialmente negli scritti postumi quanto scritto in giovinezza ne Il buonuomo Lenin (dove il rivoluzionario-simbolo è rappresentato in preda a «odio contro la Santa Russia, contro la società borghese, contro i nemici del popolo, non è feroce. La parola "distruggere" non ha per lui ciò che si potrebbe chiamare un cattivo significato. L'odio non è in lui un sentimento: non è nemmeno un calcolo. È un'idea. Il suo odio è teorico, astratto, direi anche disinteressato» e poi ne La pelle e Il ballo al Kremlino. L'Europa è un cadavere che genera figli, una "mamma marcia", a cui Malaparte imputa la diffusione di comunismo e nuovamente omosessualità maschile pederastica, degenerazioni di tirannia e totalitarismo moderno: 
(da Mamma marcia)

### Giudizi critici
Di Malaparte, il premio Nobel per la letteratura Eugenio Montale ebbe a dire le seguenti parole:
Indro Montanelli - anche lui toscano e suo rivale giornalistico, è celebre la loro inimicizia - scrisse, in risposta a una battuta fatta da Malaparte negli ultimi giorni di vita («L'unica cosa che mi dispiace è morire prima di Montanelli»; riportata da altri anche così: «Però, debbo morire tre mesi dopo Montanelli») - l'epitaffio ironico e caustico: «Qui / Curzio Malaparte / ha finalmente / cessato / di piangersi / di compiangersi / e di rimpiangersi. / Imitatelo».
Riguardo al testo Maledetti Toscani (1956), il filosofo e critico letterario francese Jean-François Revel disse di considerarlo un «libro particolarmente ridicolo».
Nel romanzo La pelle, per alcuni, Malaparte raggiunge vertici di realismo ed espressionismo che lo avvicinano a Carlo Emilio Gadda o Louis-Ferdinand Céline, pur con una lingua più classica e meno sperimentale, ma si avvicina anche ai modelli manzoniani (i capitoli sulla peste del 1630 de I promessi sposi), con echi che vanno da Orazio a Winckelmann fino a Marcel Proust, Zola, Tucidide e Lucrezio (la descrizione della peste di Atene), e il D'Annunzio romanziere. Il romanzo fu duramente criticato in Italia alla sua uscita: il massimo critico letterario dell'epoca, Emilio Cecchi, disse che «ha tirato in ballo, ha spogliato d'ogni decenza miserie, vergogne, atrocità troppo gelose, per adoperarle a scopo letterario». Al contrario, nel saggio Une rencontre (Un incontro, edito in Italia da Adelphi), Milan Kundera colloca La pelle, che definisce l'«arciromanzo», tra le opere maggiori del Novecento. Kundera afferma che nella Pelle Malaparte «con le sue parole fa male a se stesso e agli altri; chi parla è un uomo che soffre. Non uno scrittore impegnato. Un poeta». William S. Burroughs scrisse invece a Jack Kerouac: «se Malaparte può farsi una fortuna scrivendo un libro antiamericano io potrei fare lo stesso scrivendo un testo polemico antieuropeo. Perchè no? Perchè dovremmo starcene a bocca aperta ad ammirare 'sti imbroglioni sfaticati solo perché si pensa che rappresentino "la cultura"?».
Luigi Martellini, curatore di Malaparte per i Meridiani ha affermato (rispondendo alla domanda dell'intervistatore sul perché Malaparte è stato dimenticato fino a tempi recenti, pur essendo un grande scrittore al pari di altri): 
(Luigi Martellini)
Mario Bonfantini, italianista insigne, fu tra i primi a salutare, negli anni trenta, la novità del "primo tempo" narrativo malapartiano, quale espressione di uno stile già in stacco dall'anteriore prosa d'arte connessa alla tradizione del "rondismo"; e non contaminata da certi eccessi di bontempelliano "novecentismo" allora in auge: "Non trovo in Malaparte nulla di sforzato e sorprendente, da colpire e stupire, ma qualità pacifiche, beni sicuri e naturali, tali da annullare nel lettore ogni sorpresa e suggerirgli invece una semplice e onesta accettazione. E un'altra cosa trovo buonissima, direi esemplare: la sobrietà letteraria, la chiara tendenza a liberarsi dalla maniera.

## Opere
- Opere Complete, Vallecchi, 1961, opera omnia (18 volumi) a cura di Enrico Falqui

### Saggistica
- Viva Caporetto!, come Curzio Erich Suckert, Prato, Stabilimento Lito-Tipografico Martini, 1921; col titolo La rivolta dei santi maledetti (Aria d'Italia, 1921); col titolo Viva Caporetto. La rivolta dei santi maledetti, introduzione di Mario Isnenghi, Milano: Mondadori, 1980-1981; col titolo Viva Caporetto. La rivolta dei santi maledetti, secondo il testo della prima edizione 1921, a cura di Marino Biondi, con in appendice la prefazione alla seconda edizione romana del 1923, una storia editoriale del testo e una revisione testuale dall'edizione 1921 all'edizione 1923, Firenze, Vallecchi, 1995.
- Le nozze degli eunuchi, Roma, La Rassegna Internazionale, 1922
- L'Europa vivente, Firenze, La Voce, 1923; in L'Europa vivente e altri saggi politici, Firenze, Vallecchi, 1923
- Italia barbara, Torino, Piero Gobetti, 1925; Roma, La Voce, 1927
- Intelligenza di Lenin, Milano, Treves, 1930; Milano, Garzanti, 1942.
- Technique du coup d'état, Paris, Bernard Grasset, 1931; trad. italiana Tecnica del colpo di Stato, Milano, Bompiani, 1948; Firenze, Vallecchi, 1973; a cura di Luigi Martellini, Milano, Mondadori, 1983; a cura di Giorgio Pinotti, Milano, Adelphi, 2011.
- I custodi del disordine, Torino, Fratelli Buratti Editori, 1931
- Vita di Pizzo di Ferro detto: Italo Balbo (seguono le relazioni sulle gesta atlantiche), con Enrico Falqui ed Elio Vittorini, edizioni del Littorio, 1931
- Le bonhomme Lénine, Paris, Bernard Grasset, 1932; tradotto prima come Lenin buonanima, Firenze, Vallecchi, 1962; come Il buonuomo Lenin, Milano, Adelphi, 2018.
- Mussolini segreto (Mussolini in pantofole), Roma: Istituto Editoriale di Cultura, 1944; pubblicato con lo pseudonimo di "Candido"
- Il sole è cieco, Firenze, Vallecchi, 1947
- Deux chapeaux de paille d'Italie, Paris, Denoel, 1948; pubblicato in francese
- Les deux visages d'Italie: Coppi et Bartali, 1949; pubblicato in francese e poi tradotto in italiano come Coppi e Bartali, Milano, Adelphi, 2009
- Due anni di battibecco, 1955
- Maledetti toscani, Aria d'Italia, 1956; Firenze, Vallecchi, 1956-1968; a cura di Luigi Martellini, Oscar Mondadori, 1982; Leonardo, 1994; Adelphi, 2017
- Io, in Russia e in Cina, 1958; Firenze: Vallecchi
- Mamma marcia, 1959; Firenze, Vallecchi; con Lettera alla gioventù d'Europa e Sesso e libertà, postfazione di Luigi Martellini, Milano: Leonardo, 1990, 1992
- L'inglese in paradiso, Firenze: Vallecchi, 1960. [Contiene le operette incompiute Gesù non conosce l'arcivescovo di Canterbury e L'inglese in paradiso, assieme a una raccolta di elzeviri pubblicati tra il 1932 e il 1935 sul Corriere della Sera, alcuni dei quali sotto lo pseudonimo di Candido]
- Benedetti italiani, 1961; Firenze, Vallecchi
- Viaggi fra i terremoti, Firenze, Vallecchi, 1963
- Diario di uno straniero a Parigi, a cura di Enrico Falqui, Firenze, Vallecchi, 1966; edizione francese: Journal d'un étranger à Paris, Paris, Editions Table Ronde, 1967
- Battibecco. 1953-1957, Milano, Aldo Palazzi, 1967
- Il battibecco: inni, satire, epigrammi; premessa di Piero Buscaroli, Torino, Fògola, 1982
- Filippo Corridoni. Mito e storia dell'"Arcangelo Sindacalista", raccolta di articoli, con Alceste de Ambris, Tullio Masotti, V. Rastelli, a cura di Mario Bozzi Sentieri, edizioni Settimo Sigillo, 1988.
- Muss. Ritratto di un dittatore, Prefazione di Francesco Perfetti, nota di Giuseppe Pardini, Bagno a Ripoli (Firenze), Passigli, 2017  [col titolo Muss. Il grande imbecille, Luni, 1999], ISBN 978-88-36-81586-9.
- Febo cane metafisico, Passigli, 2018
- Viaggio in Etiopia e altri scritti africani, a cura di Enzo R. Laforgia, Bagno a Ripoli, Passigli, 2019  [Vallecchi, 2006], ISBN 978-88-368-1663-7.

### Narrativa
- Avventure di un capitano di sventura, Roma: La Voce, 1927, a cura di Leo Longanesi
- Don Camaleo, Genova: rivista La Chiosa diretta da Elsa Goss, 1928 (poi in Don Camaleo e altri scritti satirici, Firenze: Vallecchi, 1946)
- Sodoma e Gomorra, Milano: Treves, 1931
- Fughe in prigione, Firenze: Vallecchi, 1936
- Sangue, Firenze: Vallecchi, 1937
- Donna come me, Milano: Mondadori, 1940; Firenze: Vallecchi, 2002.
- Il sole è cieco, Milano: Il Tempo, 1941; Firenze: Vallecchi, 1947
- Il Volga nasce in Europa, Milano: Bompiani, 1943; in Il Volga nasce in Europa e altri scritti di guerra, Firenze: Vallecchi
- Kaputt, Napoli: Casella, 1944; Milano: Daria Guarnati, 1948; Vallecchi, Firenze 1960, 1966; Adelphi, 2009
- La pelle, Roma-Milano: Aria d'Italia, 1949, 1951; Firenze: Vallecchi, 1959; Milano: Garzanti, 1967; Milano: Adelphi, 2010
- Storia di domani, Roma-Milano: Aria d'Italia, 1949
- Racconti italiani, a cura di Enrico Falqui, Firenze, Vallecchi, 1957. Passigli, Bagno a Ripoli (Firenze), (in pubblicazione)
- Il Ballo al Kremlino, Firenze: Vallecchi, 1971; Milano: Adelphi, 2012. Romanzo incompiuto. Inizialmente, il materiale che lo compone avrebbe dovuto far parte dell'opera La Pelle, ma infine divenne un romanzo a sé, volto a chiudere la trilogia preceduta da Kaputt (1944) e La Pelle (1949). È un ritratto della "nobiltà marxista" alla fine degli anni venti.
- Il compagno di viaggio, Milano, Excelsior 1881, 2007 - racconto inedito

### Teatro
- Du côté de chez Proust. Impromptu en un acte, in francese, Parigi: Théâtre de la Michodière, 1948
- Das Kapital. Pièce en trois actes, in francese, Parigi: Théâtre de Paris, 1949
- Anche le donne hanno perso la guerra, 1954 con la Compagnia Italiana di Prosa, Guido Salvini (regista), Lilla Brignone, Salvo Randone e Gianni Santuccio al Teatro La Fenice per la Biennale di Venezia
- La fanciulla del West opera in tre atti di Guelfo Civinini e Carlo Zangarini su musica di Giacomo Puccini. Firenze, XVII Maggio Musicale Fiorentino, giugno 1954.
- Sexophone, 1955

### Poesia
- L'Arcitaliano, Firenze e Roma: La Voce, 1928 a cura di Leo Longanesi (poi in L'Arcitaliano e tutte le altre poesie), Firenze: Vallecchi, 1963
- Il battibecco, Roma-Milano: Aria d'Italia, 1949

### Cinema
- Il Cristo proibito, Italia, 1951
- Călătoria lui Gruber, Romania 2009 del regista Radu Gabrea.

Marcello Mastroianni interpreta Malaparte nel film La pelle

## Nella cultura di massa

### Film
- La pelle (1981) di Liliana Cavani, dal romanzo omonimo semi-autobiografico di Malaparte
- Călătorie lui Gruber  (2008) di Radu Gabrea, dal libro Kaputt racconta dalla parte del protagonista, Malaparte, interpretato da Florin Piersic Jr il Pogrom di Iași

### Televisione e documentari
- Quattro grandi giornalisti, docufiction RAI del 1980
- Curzio Malaparte, puntata de Il tempo e la storia di Massimo Bernardini e altri, messa in onda originale su Raitre, 14 marzo 2014, con il professor Francesco Perfetti
- Italiani: "Curzio Malaparte, il cinico pietoso", documentario Rai Storia, introduzione di Paolo Mieli, prima visione 2 aprile 2019, con spezzoni e brani inediti, interviste, ecc.
- Curzio Malaparte, documentario della trasmissione Rai "L'altro '900". Stagione tre, episodio numero sei.

### Narrativa
- Rita Monaldi, Francesco Sorti, Malaparte: morte come me, Baldini & Castoldi, 2016, romanzo giallo a sfondo semibiografico e fantastico-surreale: un immaginario Malaparte morente dialoga col defunto fratello Sandro e la morte (in sembianze di Mona Williams), per scrivere il suo "ultimo romanzo", dove dovrà ripercorrere eventi del passato risalenti al 1939, e risolvere il mistero della morte irrisolta della poetessa Pamela Reynolds, avvenuta a Capri nel 1935, e di cui la polizia fascista vuole incolparlo.

### Saggistica
- Giuseppe Pardini[103], Curzio Malaparte, Biografia politica, Luni Editrice, 2020.

### Radio
- Ad alta voce: "La pelle" di C. Malaparte, lettura integrale a puntate, Radio 3, 2015

## Onorificenze
Medaglia di benemerenza per i volontari della guerra italo-austriaca 1915-1918
 Croce al merito di guerra
 Medaglia campagna 1915-18 4 anni
 Medaglia interalleata della vittoria
 Distintivo guerra 1940-43
 Distintivo guerra 1943-45

### Altro
Le Poste Italiane hanno emesso un francobollo commemorativo di Malaparte nel 1998.